# Oude Schicht

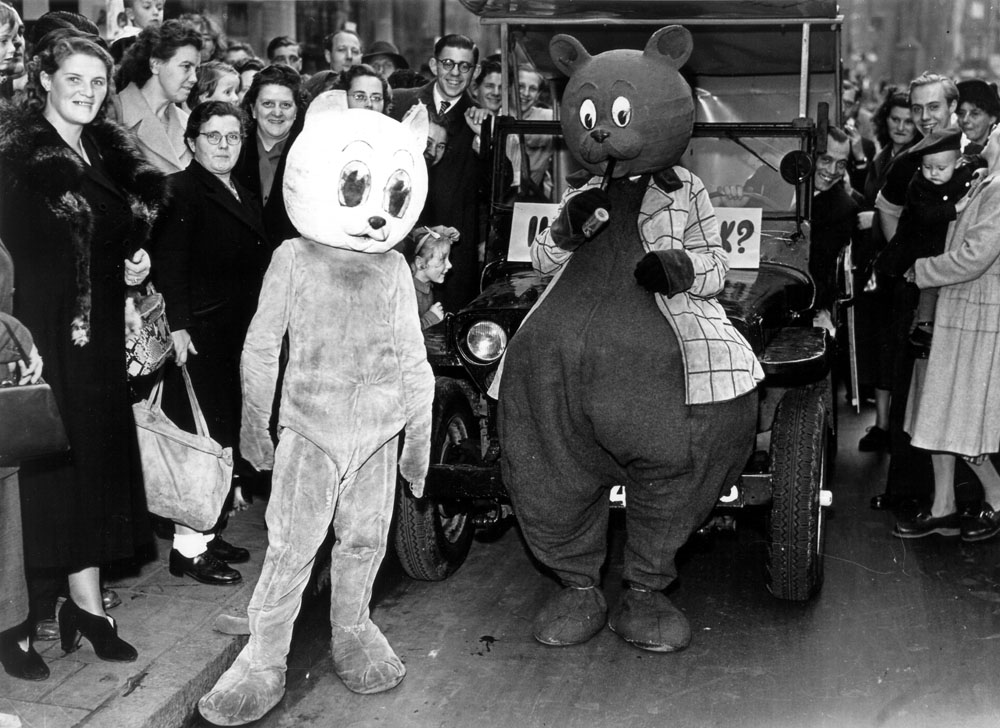
Naspelers van Tom Poes en Olivier Bommel met een auto die door moet gaan voor de Oude Schicht. Amsterdam, 4 oktober 1949.

De Oude Schicht is in de Tom Poes-stripverhalen een fictieve auto van Heer Bommel. De strip is geschreven en getekend door Marten Toonder. 

## Spyker

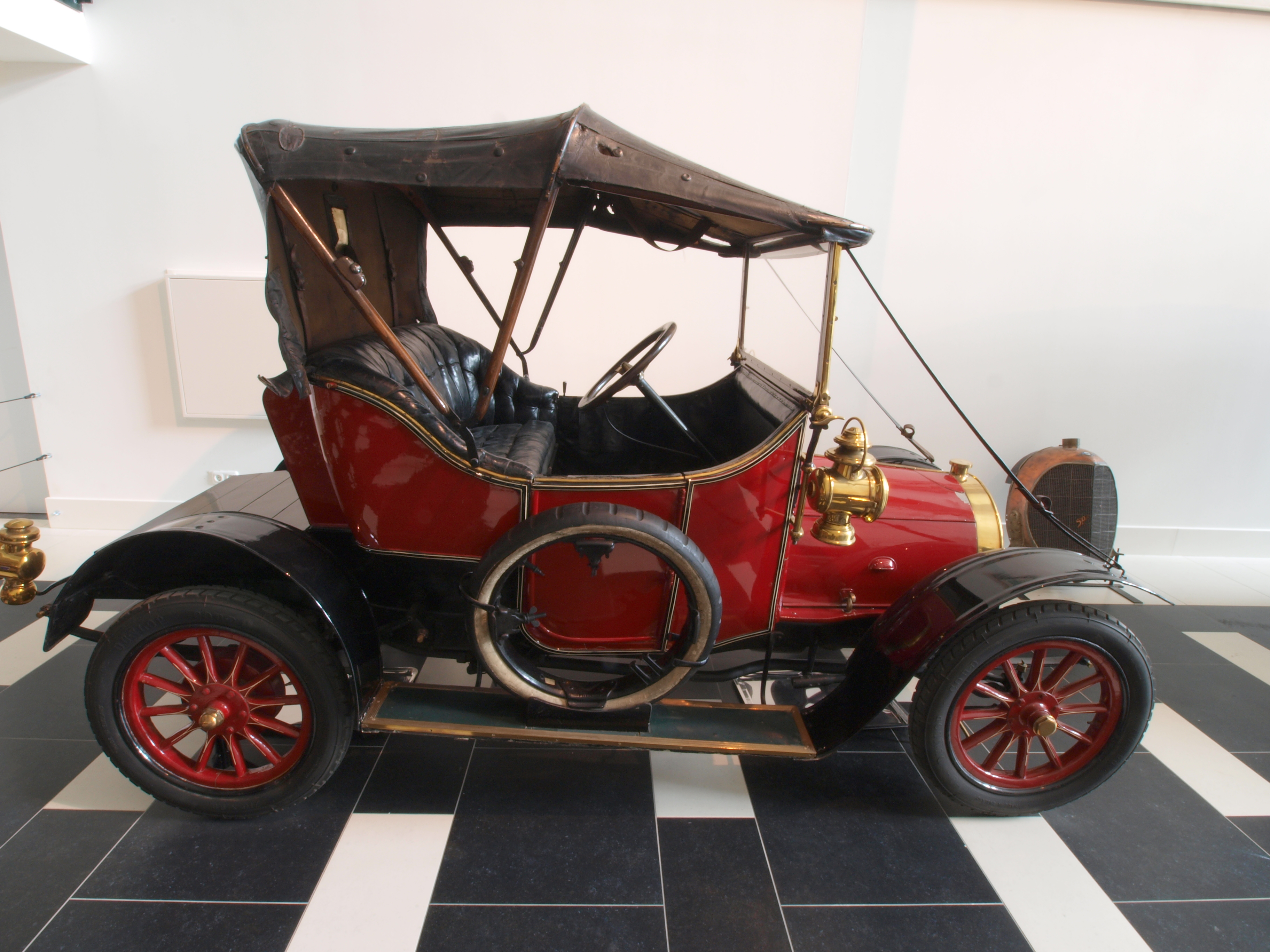
De Spyker 7 pk

De auto lijkt een mengeling van diverse vooroorlogse automodellen, maar is gevormd naar de Spyker 7HP Two-Seater uit Toonders geboortejaar, 1912. Spyker-directeur Bienfait hoopte hiermee de markt voor kleine auto's aan te boren en het is een zuivere tweezitter, in tegenstelling tot de Schicht. Verder dan een prototype is het echter niet gekomen. De auto had een zogenaamd Stepney-reservewiel, dat naast de lekke band geschroefd werd. Journalist Herman Verhoef merkt op dat dit een heer van stand in barre oorden menigmaal van pas zal zijn gekomen.

## Optredens
De Oude Schicht komt voor het eerst voor in het verhaal De drakenburcht uit 1941. Het is typisch een auto uit de Edwardiaanse periode, maar volgens het verhaal is hij niet ouder dan dertien jaar. Heer Bommel heeft hem eigenhandig opgeknapt en de Tom Poes wisselt hem in de verschillende verhalen af als aan het stuur. Soms wordt het achterzitje gebruikt en in latere verhalen rijdt bediende Joost af en toe.
In het verhaal De nieuwe ijstijd (1947) legt heer Bommel handig rupsbanden om de wielen om zo door de sneeuw te kunnen rijden. In De Pier-race (1948/49) wint Tom Poes de race naar Siddewier met een straalmotor in plaats van de aftandse benzinemotor. 
De auto loopt vele malen schade op, maar wordt altijd weer opgeknapt, aangezien de Oude Schicht heilig is voor zijn eigenaar. Onderhoud pleegt Heer Bommel altijd zelf te doen en dat gebeurt doorgaans met elastiekjes, paperclips, levertraan en aspirine. Ook plakband en solutie, ijzerdraad en stevig bindtouw worden genoemd, alsmede verse lucht of ozon voor de banden. Ondanks dit houtje-touwtje-werk en de slechte wegen in de Zwarte Bergen gaat de Oude Schicht bijna 45 jaar mee in de verhalen.